# デニス・サッチャー

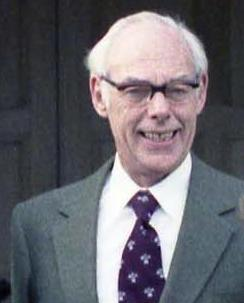
1984年のデニス・サッチャー

初代準男爵サー・デニス・サッチャー（英: Sir Denis Thatcher, 1st Baronet, MBE, TD、1915年5月10日 - 2003年6月26日）は、イギリスの実業家、陸軍軍人。第71代英国首相マーガレット・サッチャーの夫として知られる。英国史上初めての男性の首相配偶者である。

## 歴史

1988年11月16日、訪米時のホワイトハウス。左からレーガン米大統領、妻のサッチャー英首相、ナンシー・レーガン米大統領夫人、デニス

1915年5月10日、ロンドン市内テムズ川南岸のルイシャムに生まれる。父はトマス・ハーバート・サッチャー、母はリリアン・キャサリン(旧姓バード)。デニスの祖父トマスは、19世紀後半に塗料や防腐剤を製造する会社「アトラス・プリザーヴァティヴズ(Atlas Preservatives)」を創業した実業家で父トマス・ハーバートはその事業を継承していた。
ミル・ヒル・スクールを卒業。戦時中には陸軍砲兵部隊の少佐として出征した。戦時中の1942年にマーガレット・ドリス・ケンプソン(Margaret Doris Kempson)と最初の結婚をしたが、デニスの出征のために疎遠になり、6年後に離婚した。
戦後に父が死去すると代わって「アトラス・プリザーヴァティヴズ」の経営者になった。
1950年2月の総選挙でダートフォード選挙区の保守党候補となったマーガレット・ロバーツと出会い、マーガレットを駅まで送迎したことで親しくなった。
後にマーガレットはデニスに惹かれた理由について、記者に「デニスは塗料や化学製品の事業に携わっていました。私の専攻は化学です。彼はまた、自分の会社の財政面に特に興味を持っていました。私も昔から、経済は面白いと思っていたのです。それに、二人とも政治に熱中していましたし。要するに共通点がたくさんあったということです」と述べている。一方、友人には「デニスが私の政治キャリアを形成するために必要な資金を提供してくれたからだ」と述べている。
二人は1951年12月13日に、シティのメソジスト教会ウェズリー教会で結婚した。披露宴はメイドストーンの保守党指導者の家で行い、ハネムーン（新婚旅行）はポルトガルだった。
1953年8月に妻マーガレットが、双子マーク・サッチャー（長男）とキャロル・サッチャー（長女）を出産した。
1968年から1998年にかけてはクイントン・ヘイゼル(Quinton Hazell)、1969年から1975年にかけてはバーマ・オイル・トレーディングの取締役(director)を務めた。
1979年に妻が英国史上初の女性首相に就任すると一緒にダウニング街10番地に入居した。妻から頼りにされ、政治的な相談にもよく乗っていたという。
妻が首相を退任した直後の1990年12月7日に、女王エリザベス2世より準男爵位に叙せられた。妻を支えた功績からの叙任であった。新聞各紙からも、「首相の夫」という初めての役割を威厳をもって務め上げたことを高く評価された。
2003年6月26日に死去、88歳没。準男爵位は、長男のマークが継承した。

## 栄典

### 準男爵位
1990年12月7日に、以下の準男爵位を新規に叙された。
- (ケント州におけるスコットニーのサッチャー)初代準男爵(1st Baronet "Thatcher, of Scotney in the County of Kent")
(勅許状による連合王国準男爵位)

### 勲章
- 1944年 - 大英帝国勲章メンバー(MBE)[1]
- 1946年 - 国防義勇軍勲章（英語版）(TD)[1]

## 家族
1942年3月28日にマーガレット・ドリス・ケンプソン(Margaret Doris Kempson, 1918-1996)と結婚したが、子供のないまま、1946年に離婚した（離婚後に彼女は3代準男爵アルフレッド・ヒックマンと再婚している）
1951年12月13日に、マーガレット・ヒルダ・ロバーツ(Margaret Hilda Roberts, 1925-2013)と再婚。彼女との間に以下の2子(1男1女)を儲けた。
- 第1子(長男)：マーク・サッチャー（英語版）(1953-) - 2代準男爵を継承。実業家
- 第2子(長女)：キャロル・サッチャー(1953-) - ジャーナリスト